# بنجامين فارينغتون
بنجامين فارينغتون (بالإنجليزية: Benjamin Farrington)‏ هو باحث في تاريخ العصور الكلاسيكية جنوب أفريقي، ولد في 1891، وتوفي في 1974.